# Goede tijden, slechte tijden (seizoen 15)
Het vijftiende seizoen van Goede tijden, slechte tijden startte op 30 augustus 2004. Het seizoen werd elke werkdag uitgezonden op RTL 4. In februari 2017 werd het volledige seizoen uitgebracht op dvd.

## Rolverdeling

### Aanvang
Het vijftiende seizoen telde 215 afleveringen (aflevering 2781–2995)
| Acteur              | Personage          | Afleveringen                                       |
| ------------------- | ------------------ | -------------------------------------------------- |
| Jette van der Meij  | Laura Selmhorst    | Hele seizoen                                       |
| Wilbert Gieske      | Robert Alberts     | 2781–2819, 2842–2995                               |
| Bartho Braat        | Jef Alberts        | Hele seizoen                                       |
| Wik Jongsma         | Govert Harmsen     | Hele seizoen                                       |
| Caroline De Bruijn  | Janine Elschot     | Hele seizoen                                       |
| Erik de Vogel       | Ludo Sanders       | Hele seizoen                                       |
| Bas Muijs           | Stefano Sanders    | Hele seizoen                                       |
| Charlotte Besijn    | Barbara Fischer    | Hele seizoen                                       |
| Lieke van Lexmond   | Charlie Fischer    | Hele seizoen                                       |
| Victoria Koblenko   | Isabella Kortenaer | 2781–2992                                          |
| Winston Post        | Benjamin Borges    | 2781–2817                                          |
| Koert-Jan de Bruijn | Dennis Tuinman     | 2781–2885, 2943–2995 (onderbreking i.v.m. Flexwet) |
| Wouter de Jong      | Milan Verhagen     | 2781–2819                                          |
| Fajah Lourens       | Yasmin Fuentes     | 2781–2893, 2906–2995                               |
| Elle van Rijn       | Valerie Fischer    | Hele seizoen                                       |
| Geert Hoes          | Morris Fischer     | 2781–2820                                          |
| Sebastiaan Labrie   | Ray Groenoord      | Hele seizoen                                       |
| Inge Ipenburg       | Martine Hafkamp    | 2781–2913                                          |
| Inge Schrama        | Sjors Langeveld    | Hele seizoen                                       |
| Christophe Haddad   | Nick van der Heyde | Hele seizoen                                       |

### Nieuwe rollen
De rollen die in de loop van het seizoen werden geïntroduceerd als belangrijke personages
| Acteur               | Personage          | Afleveringen         |
| -------------------- | ------------------ | -------------------- |
| Chris Comvalius      | Dorothea Grantsaan | 2781–2818, 2865–2995 |
| Joris Putman         | Morris Fischer     | 2821–2995            |
| Everon Jackson Hooi  | Bing Mauricius     | 2871–2995            |
| Marly van der Velden | Nina Sanders       | 2979–2995            |
| Mark van Eeuwen      | Jack Woods         | 2994-2995            |

### Bijrollen
| Acteur                | Personage         | Afleveringen                    |
| --------------------- | ----------------- | ------------------------------- |
| Elly de Graaf         | Rosa Gonzalez     | Hele seizoen                    |
| Rop Verheijen         | Robin Visser      | 2781-2865                       |
| Cees Heyne            | Carel Kortenaer   | 2815–2881, 2890                 |
| Shanti Devi           | Suzanne Jacobs    | 2801–2820                       |
| Maria Kooistra        | Pascale Berings   | 2817                            |
| Betje Koolhaas        | Suzanne Jacobs    | 2844–2846, 2864–2956, 2971–2990 |
| Sabine Koning         | Anita Dendermonde | 2865                            |
| Ferri Somogyi         | Rik de Jong       | 2865                            |
| Michael Krass         | George Vandermeer | 2910–2995                       |
| Alexander van Heteren | Guus Tuinman      | 2970–2995                       |
| Lidewij Benus         | Zuster Vincenza   | 2978–2995                       |